# Progress MS-5
Progress MS-5 (ryska: Прогресс МС-5) eller som NASA kallar den, Progress 66 eller 66P, är en rysk obemannad rymdfarkost som ska leverera förnödenheter, syre, vatten och bränsle till Internationella rymdstationen (ISS). Farkosten sköts upp den 22 februari 2017, från Kosmodromen i Bajkonur. Den dockade med rymdstationen den 24 februari 2017.
Den lämnade rymdstationen den 20 juli 2017 och brann som planerat, upp i jordens atmosfär, några timmar senare.
Uppskjutningen gjordes med den sista Sojuz-U raketen.

### Fotnoter
1. ↑  ”NASA Space Science Data Coordinated Archive” (på engelska). NASA. https://nssdc.gsfc.nasa.gov/nmc/spacecraft/display.action?id=2017-010A. Läst 1 mars 2020.
2. 1 2  nasaspaceflight.com, 22 februari 2017.